# Cirrhitichthys aprinus
Cirrhitichthys aprinus es una especie de pez del género Cirrhitichthys, familia Cirrhitidae. Fue descrita científicamente por Cuvier en 1829.
Se distribuye por el Océano Índico Occidental: Maldivas. La longitud total (TL) es de 12,5 centímetros. Habita en áreas rocosas y coralinas de arrecifes costeros submareales. Puede alcanzar los 40 metros de profundidad.
Está clasificada como una especie marina inofensiva para el ser humano.